# Thomisops cretaceus
Thomisops cretaceus är en spindelart som beskrevs av Jean-François Jézéquel 1964. Thomisops cretaceus ingår i släktet Thomisops och familjen krabbspindlar. Inga underarter finns listade i Catalogue of Life.